# Max von Sussdorf
Max von Sussdorf (* 24. Juli 1855 in  Dresden; † 12. Oktober 1945) war ein deutscher Veterinärmediziner und Hochschullehrer.

## Leben
Max v. Sussdorf war der Sohn des Chemikers und Apothekers Julius Gottfried Sussdorf. Er   studierte an der TH Dresden und der Ludwig-Maximilians-Universität München Human- und Tiermedizin. Er war Mitglied der RSC-Corps Alemannia Dresden und Suevo-Salingia München. Er wurde zum Dr. med. und 1879 an der Eberhard Karls Universität Tübingen zum Dr. med. vet. promoviert. Als Regierungsdirektor folgte er 1880 dem Ruf an die Tierärztliche Hochschule Stuttgart. 1899 war er ihr Rektor. 1898 wurde er in die Deutsche Akademie der Naturforscher Leopoldina gewählt. Er war wissenschaftlich auf vielen Gebieten tätig und galt als hervorragender Gelehrter und Lehrer. Aus patriotischer Überzeugung nahm er sechzigjährig noch am Ersten Weltkrieg teil; zugewiesen war er dem Stellvertretenden Generalkommando als Korps- und Generaloberveterinär.

## Schriften
- Lehrbuch über vergleichende Anatomie der Haustiere unter besonderer Berücksichtigung der topographischen Anatomie und der Methodik in den Präparierübungen , Bd. 1, Enke, Stuttgart 1995 Digitalisat
- Anatomische Wandtafel
- Lehrbuch über vergleichende Histologie und Physiologie der Haustiere

## Ehrenämter und Ehrungen
- Vorsitzender des Vereins für Vaterländische Naturkunde in Württemberg
- Nobilitierung